# Aristoxenus (cràter)
Aristoxenus és un cràter d'impacte de 52,14 km de diàmetre de Mercuri. Porta el nom de l'escriptor de l'antiga Grècia Aristoxen de Tàrent (Ἀριστόξενος ὁ Ταραντίνος; c. 375 aC - 335 aC), i el seu nom va ser aprovat per la Unió Astronòmica Internacional el 1979.